# Strumpebandsorden
Strumpebandsorden (engelska: The Most Noble Order of the Garter), i svenska matriklar kallad Storbritanniska Strumpebandsorden vilket förkortas StbStrumpebO, är Englands (och Storbritanniens) högsta orden, instiftad av kung Edvard III år 1348.

## Historia
Det finns olika berättelser om händelsen som ledde fram till att orden instiftades. Enligt en av dessa tappade en kvinna sitt strumpeband på en bal, och då kungen i sin iver att ta upp det kom att lyfta klänningsfållen, kom detta de närvarande att skratta. För att skydda kvinnan från den pinsamma situationen utropade han Honi soit qui mal y pense ("Skam den, som tänker illa härom", vilket kom att bli ordens motto) och svor att göra strumpebandet till ett så högt utmärkelsetecken, att alla skulle eftersträva det. Kvinnan står endast omnämnd som grevinnan av Salisbury, men kan ha varit Johanna av Kent eller hennes svärmor.   
En annan berättelse är att när de andra männen retade kvinnan för att strumpebandet syntes tog kungen själv på strumpebandet och bar det hela kvällen, för att avdramatisera det skedda. Andra tillskriver ordens namn något annat infall av kung Edvard eller en reminiscens av en händelse, som skulle ha tilldragit sig under Rikard Lejonhjärtas fälttåg mot Cypern; andra åter hänförde dess uppkomst till en episod i slaget vid Crécy. Berättelserna anses numera osannolika.

## Orden

Hatt till Strumpebandsordensdräkt från 1881 - Livrustkammaren

Orden är stiftad till den heliga treenighetens, den heliga jungfruns, Edvard Bekännarens och Sankt Georgs ära. Orden tilldelas vanligtvis brittiska pärer (i synnerhet de som innehaft högre ämbeten), premiärministrar, medlemmar av Storbritanniens kungahus och utländska monarker (ibland även tronföljare). Manliga ledamöter av orden kallas Knights Companion (KG (den svenska förkortningen är RStbStrumpebO), erhåller riddarvärdighet (engelska: Knighthood) och kan sätta Sir före sitt dopnamn eller tilltalsnamn, detta gäller dock ej pärer eller furstliga personer) och kvinnliga ledamöter kallas Ladies Companion (LG, och kan sätta Lady före sitt dopnamn eller tilltalsnamn, detta gäller dock ej pärer, pärers hustrur eller furstliga personer). Ledamöternas antal är 25, inklusive prinsen av Wales, men oräknat övriga medlemmar av Storbritanniens kungahus och utländska ledamöter. Dessutom fanns 26 så kallade fattiga riddare, vanligen före detta hovtjänstemän, som erhöll en årlig pension. De kallas numera militära riddare av Windsor (engelska: Military Knights of Windsor).
Ordenstecknet består av ett mörkblått, guldkantat sammetsband, med ett guldspänne fäst nedanför vänstra knäet för manliga medlemmar, runt vänstra armen för kvinnliga. Det bär devisen "Honi soit qui mal y pense". Ett mörkblått brett band bärs över bröstet, från vänster till höger och vid detta hänger en bild av riddar Georg kämpande mot draken. På vänstra sidan av bröstet bärs en åttauddig silverstjärna med det röda Georgskorset omgivet av strumpebandet. Ordensdräkten består av en röd rock med vitt foder, en blå guldsmyckad sammetsmantel, svart barett med vita och svarta fjädrar samt gyllene kedja med en vidhängande bild av S:t Georg.

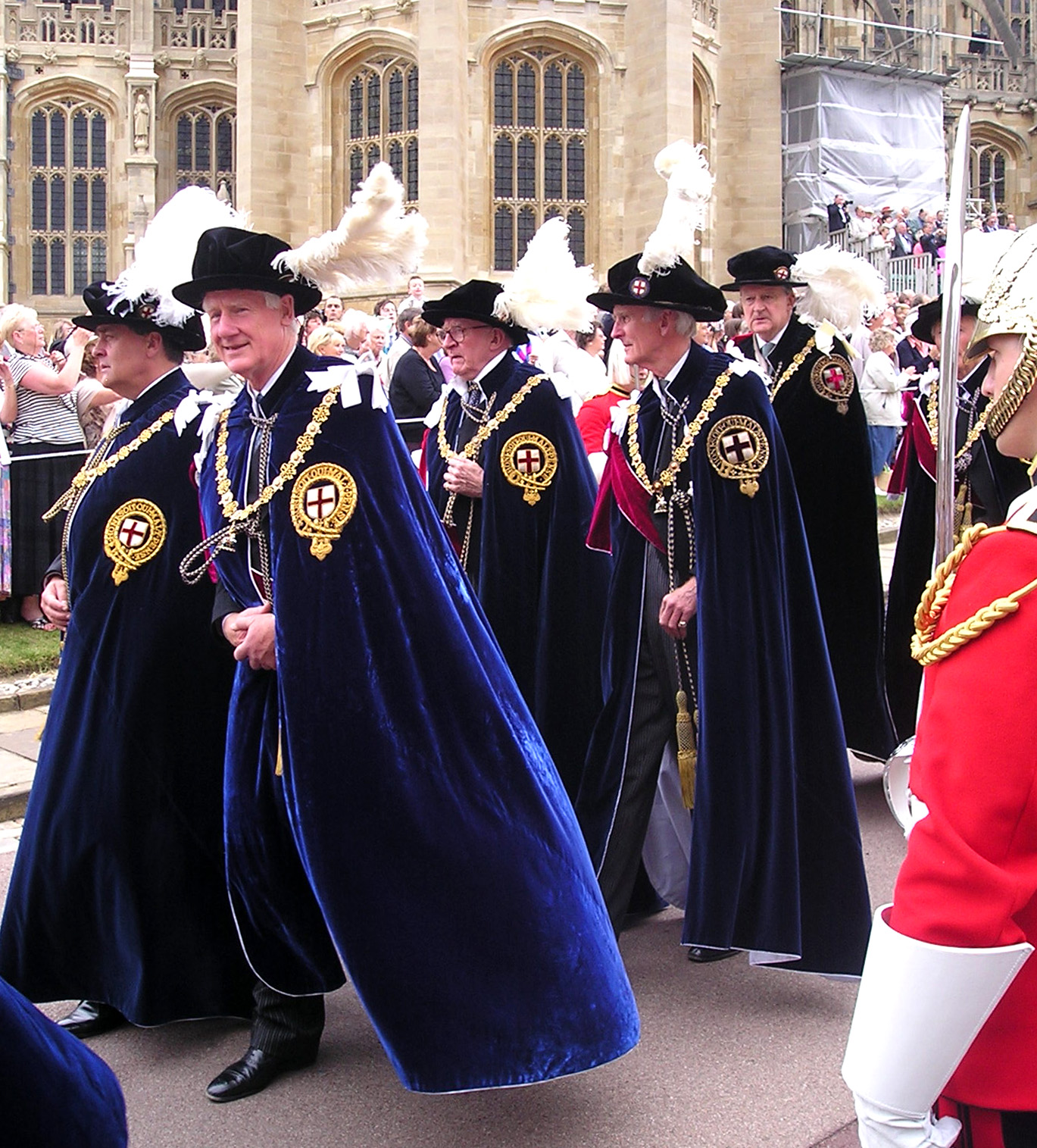
Strumpebandsriddare, 2006

## Nuvarande ledamöter
1. Hertigen av Abercorn (1999)
2. Baron Butler av Brockwell (2003)
3. Sir John Major (2005)
4. Baron Luce (2008)
5. Baron Phillips av Worth Matravers (2011)
6. Baron Stirrup (2013)
7. Baronessan Manningham-Buller (2014)
8. Baron King av Lothbury (2014)
9. Baron Shuttleworth (2016)
10. Vikomt Brookeborough (2018)
11. Lady Mary Fagan (2018)
12. Markisen av Salisbury (2019)
13. Lady Mary Peters (2019)
14. Baronessan Amos (2022)
15. Sir Tony Blair (2022)
16. Baronessan Ashton av Upholland (2023)
17. Baron Patten av Barnes (2023)
18. Baron Peach (2024)
19. Baron Kakkar (2024)
20. Baron Lloyd-Webber (2024)
21. Vakant
22. Vakant
23. Vakant
24. Vakant

## Nuvarande kungliga ledamöter
1. Kung Charles III (1958, suverän 2022)
2. Prins Edward, hertig av Kent (1985)
3. Prinsessan Anne (1994)
4. Prins Richard, hertig av Gloucester (1997)
5. Prinsessan Alexandra (2003)
6. Prins Andrew (2006)
7. Prins Edward (2006)
8. Prins William (2008)
9. Drottning Camilla (2008)
10. Birgitte, hertiginnan av Gloucester (2024)

## Nuvarande utländska ledamöter (kalladefrämlingsriddareellerstranger knights)
1. Margrethe II av Danmark (1979)
2. Carl XVI Gustaf (1983)
3. Juan Carlos I av Spanien (1988)
4. Beatrix av Nederländerna (1989)
5. Akihito (1998)
6. Harald V av Norge (2001)
7. Felipe VI av Spanien (2017)

Kung Carl XVI Gustaf:s vapensköld som riddare av Strumpebandsorden

8. Willem-Alexander av Nederländerna (2018)
9. Naruhito (2024)